# Makhmud Umarov
Makhmud Umarov (né le 10 septembre 1924 à Almaty – mort le 25 décembre 1961) est un tireur sportif soviétique.
Il remporte la médaille d'argent aux Jeux olympiques d'été de 1956 à Melbourne ainsi qu'aux Jeux olympiques d'été de 1960 à Rome, spécialité pistolet 50 mètres.